# High Society Blues
Pour plus de détails, voir Fiche technique et Distribution.
High Society Blues est un film américain réalisé par David Butler, sorti en 1930.

## Synopsis
Arrivant tout droit de la campagne, une famille vient vivre en ville dans un quartier où leurs voisins sont très riches.

## Fiche technique
- Titre : High Society Blues
- Réalisation : David Butler
- Scénario : Dana Burnet et Howard J. Green
- Photographie : Charles Van Enger
- Montage : Irene Morra
- Pays d'origine : États-Unis
- Format : Noir et blanc
- Genre : musical
- Durée : 102 minutes
- Date de sortie : 1930

## Distribution
- Janet Gaynor : Eleanor Divine
- Charles Farrell : Eddie Granger
- William Collier Sr. : Horace Divine
- Hedda Hopper : Mme Divine
- Joyce Compton : Pearl Granger
- Lucien Littlefield : Eli Granger
- Louise Fazenda : Mme Granger
- Brandon Hurst : Jowles
- Gregory Gaye : Comte Prunier